# Groupe hopfien
En mathématiques, un groupe hopfien ou groupe de Hopf est un groupe {\displaystyle G} pour lequel tout épimorphisme {\displaystyle G\to G} est un isomorphisme. Le groupe des nombres rationnels est hopfien, le groupe des nombres réels ne l’est pas. Les groupes de Hopf sont nommés d'après le mathématicien Heinz Hopf.

## Formulations équivalentes
Un groupe est hopfien si et seulement s'il n'est pas isomorphe à l'un de ses sous-groupes quotients propres. Par ailleurs, un groupe {\displaystyle G} est dit co-hopfien (en) si tout monomorphisme {\displaystyle G\to G} est un isomorphisme.

## Exemples de groupes hopfiens
- Tout groupe fini , par un argument de comptage simple.
- Plus généralement, un « polycyclic-by-finite group (en) », c'est-à-dire un groupe qui a un sous-groupe polycyclique d'indice fini.
- Tout groupe libre finiment engendré.
- Le groupe {\displaystyle \mathbb {Q} } des nombres rationnels.
- Tout groupe finiment engendré qui soit résiduellement fini.
- Tout groupe hyperbolique.
- Le groupe de Cremona[1].

## Exemples de groupes non hopfiens
- Les groupes de Prüfer.
- Le groupe {\displaystyle \mathbb {R} } des nombres réels
- Le groupe de Baumslag-Solitar B(2,3).

## Indécidabilité
En 1969, Donald J. Collins a démontré qu'il est indécidable si un groupe, donné par une présentation finie, est hopfien. Contrairement à l'indécidabilité de beaucoup d'autres propriétés des groupes, ceci n’est pas une conséquence du théorème d'Adian-Rabin ; en effet, la propriété d'être hopfien n'est pas une propriété de Markov, comme démontré par Miller et Paul Schupp